# Бялер, Северин
Северин Бялер (англ. Seweryn Bialer; 3 ноября 1926, Берлин — 8 февраля 2019, Манхэттен, Нью-Йорк) — американский политолог, экономист. Почётный профессор политологии в Колумбийском университете, специалист по коммунистическим партиям СССР и Польши. Директор Исследовательского института международных изменений при Колумбийском университете (англ. Research Institute on International Change).

## Биография
Бялер родился в Берлине в еврейской семье из Лодзи, где он и вырос. В 1942 году во время Второй мировой войны вступил в ряды антифашистского подполья в Лодзи (Польша). С февраля 1944 по май 1945 года он был узником концентрационного лагеря в Освенциме. Имел боевые советские правительственные награды.
Окончил Академию политических наук (1950) и Институт социальных наук (1952) в Варшаве. С мая 1945 по июнь 1951 года Бялер работал в польской коммунистической полиции (Милича Обывательская). Он также занимал различные должности в Польской объединённой рабочей партии (ПОРП). Он был политическим сотрудником государственной полиции в Варшаве и членом Центрального комитета ПОРП. Впоследствии, начиная с июня 1951 года, он стал профессором Института социологии и политическим редактором газеты «Trybuna Ludu». Он также занимался исследованиями в области экономики в Польской академии наук. В этот период он также написал несколько учебников по политологии.
В январе 1956 года Бялер попросил убежище в Западном Берлине и почти год давал интервью для Радио Свободная Европа / Радио Свобода в Нью-Йорке, которые транслировались на Польшу.
Переехал в Нью-Йорк, со временем получил докторскую степень политологии в Колумбийском университете. Был назначен на именную должность профессора политологии (англ. Robert and Renee Belfer Professor of Political Science). В 1983 году он был удостоен престижной стипендии Макартура. В 1984 году он был избран членом Американской академии искусств и наук.
Бялер скончался в феврале 2019 года в возрасте 92 лет.

## Избранные произведения

### Монографии
- The Domestic Context of Soviet Foreign Policy (англ.). — Westview Press, 1981. — ISBN 978-0-89158-891-7. Editor.
- Stalin's Successors: Leadership, Stability and Change in the Soviet Union (англ.). — Cambridge University Press, 1982. — ISBN 978-0-521-28906-1.
- Stalin and His Generals: Soviet Military Memoirs of World War II (англ.). — Pegasus, 1983. — ISBN 978-0-672-53597-0. Editor.
- Soviet Paradox: External Expansion, Internal Decline (англ.). — I.B. Tauris, 1986. — ISBN 978-1-85043-030-8.
- Gorbachev's Russia and American Foreign Policy (англ.). — Westview Press, 1988. — ISBN 978-0-8133-0748-0. Edited with Michael Mandelbaum.
- Soviet-American Relations After the Cold War (1991) (соредактор).

### Статьи
- Domestic and International Factors in the Formation of Gorbachev's Reforms // The Soviet System. From Crisis to Collapse (англ.). — 2nd revised. — Westview Press, 1995. — ISBN 978-0-8133-1876-9.